# Габор, Миклош
Миклош Габор (венг. Gábor Miklós; 1919—1998) — венгерский актёр театра и кино, лауреат премии Кошута.

## Биография
Миклош Габор родился 7 апреля 1919 года в городе Залаэгерсег на западе Венгрии.
В годы Второй мировой войны был участником Движения Сопротивления. С 1945 года работал в Венгерском национальном театре в Будапеште.
Супруга — актриса Ева Рутткаи.

## Творчество

### Роли в театре

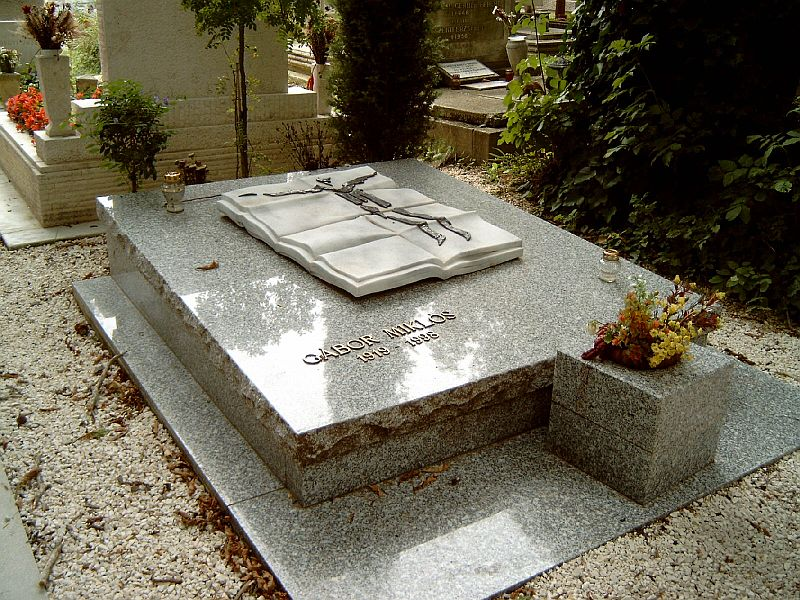
Могила Миклоша Габора на кладбище Фаркашрети в Будапеште

- «Коварство и любовь» Шиллера — Фердинанд[1]
- «Доходное место» А. Н. Островского — Жадов
- «Егор Булычов и другие» М. Горького — Яков Лаптев
- «Молодая гвардия» — Олег Кошевой
- «Дома вдовца» Б.Шоу — Тренч
- «Ревизор» Н. В. Гоголя — Хлестаков

### Избранная фильмография
- 1941 — Европа не отвечает (Геза фон Радваньи) — Карместер
- 1948 — Где-то в Европе (Геза фон Радваньи) — Хозжу
- 1949 — Мишка-аристократ (Мартон Келети)
- 1950 — Странный брак (Мартон Келети)
- 1952 — Эркель (Мартон Келети, в советском прокате «Венгерские мелодии») — Эгресси Бени
- 1953 — В одном универмаге
- 1955 — Палата № 9 (Карой Макк) — доктор Мальнази
- 1958 — Колокола отправляются в Рим (Миклош Янчо)
- 1960 — Три звезды (Миклош Янчо, Зольтан Варконьи, Кадой Видерманн)
- 1961 — Альба Регия — Хайнал
- 1962 — Последний ужин (Зольтан Варконьи)
- 1964 — Однажды двадцать лет спустя (Мартон Келети)
- 1964 — Пора мечтаний (Иштван Сабо)
- 1966 — Отец (Иштван Сабо) — Апа
- 1968 — Стены (Андраш Ковач)
- 1970 — Talpig úriasszony — Джон Миддлтон
- 1972 — György barát — Алвис Гритти
- 1972 — Halálos döfés — менеджер
- 1973 — Véletlenek — Роджер
- 1974 — Hannibál utolsó útja — Ганнибал
- 1975 — Vivát, Benyovszky! — Бланшар
- 1975 — János király — Янош
- 1975 — Egy nap Jersey szigetén — Виктор Гюго
- 1978 — A nem várt vendég — Игорь
- 1979 — Sértés — Игорь
- 1980 — Цирк «Максим» (Геза фон Радваньи, Тамаш Альмаши) — гражданин
- 1980 — Кто говорит здесь о любви? (Петер Бачо) — парламентарий
- 1982 — Обида (Петер Бачо)
- 1985 — Villanyvonat — Апа
- 1986 — Keserü igazság — Палош